# モビリティおおむた
座標: 北緯33度2分35.71秒 東経130度25分24.37秒 / 北緯33.0432528度 東経130.4234361度
モビリティおおむた（旧名：三井（三池）オートスポーツランド）は、福岡県大牟田市にあったジムカーナおよびダートトライアル施設。
九州で唯一、JAF全日本ジムカーナ選手権及びJAF全日本ダートトライアル選手権を開催している会場であった。また、ライセンス不要で誰でも手軽に参加できるPDカップジムカーナ走行会（旧：Mカップ）を月に1度の割合で開催していた。
その他、ジムカーナ以外にもドリフト走行会等でも使用していた。
2013年4月20日21日のJAF全日本ダートトライアル選手権第2戦をもってすべての営業を終了した。